# Karin Heine
Karin Heine (* 1944) ist eine deutsche Schauspielerin und Theaterregisseurin.

## Leben
Karin Heine erhielt ihre Schauspielausbildung von 1964 bis 1967 am Schauspiel-Studio Frese (Ltg. Hildburg Frese) in Hamburg.
Es folgen Festengagements am Thalia-Theater Hamburg (1967–1968), an der Badischen Landesbühne Bruchsal (1968–1970), am Stadttheater Ingolstadt (1970–1971) und an den Bühnen der Hansestadt Lübeck (1971–1973). Anschließend war Heine hauptsächlich als Gastschauspielerin und mit Stückverträgen an verschiedenen Theatern tätig. Sie trat zunächst schwerpunktmäßig an norddeutschen Bühnen auf, so am Hamburger Operettenhaus (1973), am Theater im Zimmer in Hamburg (1974), an den Hamburger Kammerspielen (1974, 1977–1979), am Schleswig-Holsteinischen Landestheater (1975–1976) und am St. Pauli Theater (1978–1979).
1980 gastierte Karin Heine als Dorine in Tartuffe am Theater Schloß Maßbach. 1982 gastierte sie an den Westfälischen Kammerspielen Paderborn als Checca in Skandal in Chioggia von Carlo Goldoni. 1984/85 trat sie am Operettenhaus Hamburg als Animiermädchen Margot in dem Musical Große Freiheit Nr. 7 auf. Ab 1984 spielte sie regelmäßig am Saarländischen Staatstheater Saarbrücken, unter anderem als Marquise de Merteuil in Quartett (1984) und als Lady in Orpheus steigt herab von Tennessee Williams (1987).
Sie hatte weitere Engagements am Hamburger Theater am Holstenwall (1985/86), an den Hamburger Kammerspielen (1988, als Miep Gies in Das Tagebuch der Anne Frank) und an den Bühnen der Stadt Lübeck (1988, als Schlosserfrau in Der Revisor).
Zwischen 1991 und 1996 war sie in mehreren Produktionen am Stadttheater Lüneburg zu sehen, wo sie bei mehreren Inszenierungen auch Regie führte. Am Theater Lüneburg spielte sie u. a. die Katharina in Der Widerspenstigen Zähmung (1992, Regie: Jan Aust), die Elbe in Draußen vor der Tür (1995, Regie: Neidhard Nordmann) und die Frau Brigitte in Der zerbrochne Krug (1996, Regie: Jan Aust).
Heine gastierte 1974 in Das Vermächtnis des Inka bei den Karl-May-Festspielen in Bad Segeberg, war mit dem Euro-Studio Landgraf auf Tournee (Saison 1976/77) und spielte außerdem in mehreren Produktionen des Hamburger Theaters für Kinder. Als Regisseurin war sie u. a. an der Komödie Winterhuder Fährhaus, am Altonaer Theater, am Schleswig-Holsteinischen Landestheater und bei den Freilichtspielen Tecklenburg tätig.
In der Theatersaison 1999/2000 war sie gemeinsam mit dem Komiker Frank Schröder mit der Boulevard-Komödie Der Schlüssel hängt im Baum, Honey!, einer Produktion der Hermes Theater Gastspiele aus Essen, auf Tournee.
Heine wirkte seit den 1970er-Jahren in zahlreichen Fernsehproduktionen und in einigen Kinofilmen mit. Sie hatte Episodenrollen in zahlreichen, meist in Hamburg produzierten Fernsehserien wie Großstadtrevier, Die Kinder vom Alstertal, Notruf Hafenkante und Die Pfefferkörner. In dem Kinofilm Kleine Ziege, sturer Bock (2015) war sie als Mutter von Wotan Wilke Möhring (Jakob) zu sehen, der sich als Elvis-Presley-Imitator und mit Gelegenheitsjobs über Wasser hält.
Heine war auch als Hörspielsprecherin tätig. Sie lebt in Hamburg.

## Filmografie
- 1973: Sonderdezernat K1: Trip ins Jenseits (Fernsehserie, eine Folge)
- 1981: I. O. B. – Spezialauftrag: Weiße Segel (Fernsehserie, eine Folge)
- 1984: Der Fall Bachmeier – Keine Zeit für Tränen (Kinofilm)
- 1993: Adelheid und ihre Mörder: 39 rote Rosen (Fernsehserie, eine Folge)
- 1999: Die Rettungsflieger: Heiß und Kalt (Fernsehserie, eine Folge)
- 1999: Großstadtrevier: Angst (Fernsehserie, eine Folge)
- 2000: Stadtklinik (Fernsehserie, Serienrolle)
- 2001: Ein Fall für zwei: Penthouse mit Leiche (Fernsehserie, eine Folge)
- 2004: Die Kinder vom Alstertal: Ein Fall für Merle und Rose (Fernsehserie, eine Folge)
- 2006: Die Kommissarin: Auf der Flucht (Fernsehserie, eine Folge)
- 2007: Die Gustloff (Fernsehfilm)
- 2008: Der Kaiser von Schexing: Bis zur nächsten Flut (Fernsehserie, eine Folge)
- 2011: Einsatz in Hamburg: Der Tote an der Elbe (Fernsehreihe)
- 2011: Rote Rosen (Fernsehserie)
- 2013: Notruf Hafenkante: Einsatz für Wolle (Fernsehserie, eine Folge)
- 2014: Mord in Aschberg (Fernsehfilm)
- 2015: Kleine Ziege, sturer Bock (Kinofilm)
- 2016: Notruf Hafenkante: Enkeltrick (Fernsehserie, eine Folge)
- 2018: Die Pfefferkörner: Die alte Frau (Fernsehserie, eine Folge)
- 2019: Camping mit Herz (Fernsehfilm)